# جوزيف فينجر
جوزيف فينجر (بالإنجليزية: Joseph Finger)‏ هو مهندس معماري أمريكي، ولد في 7 مارس 1887، وتوفي في 6 فبراير 1953.